# Jáchym Topol

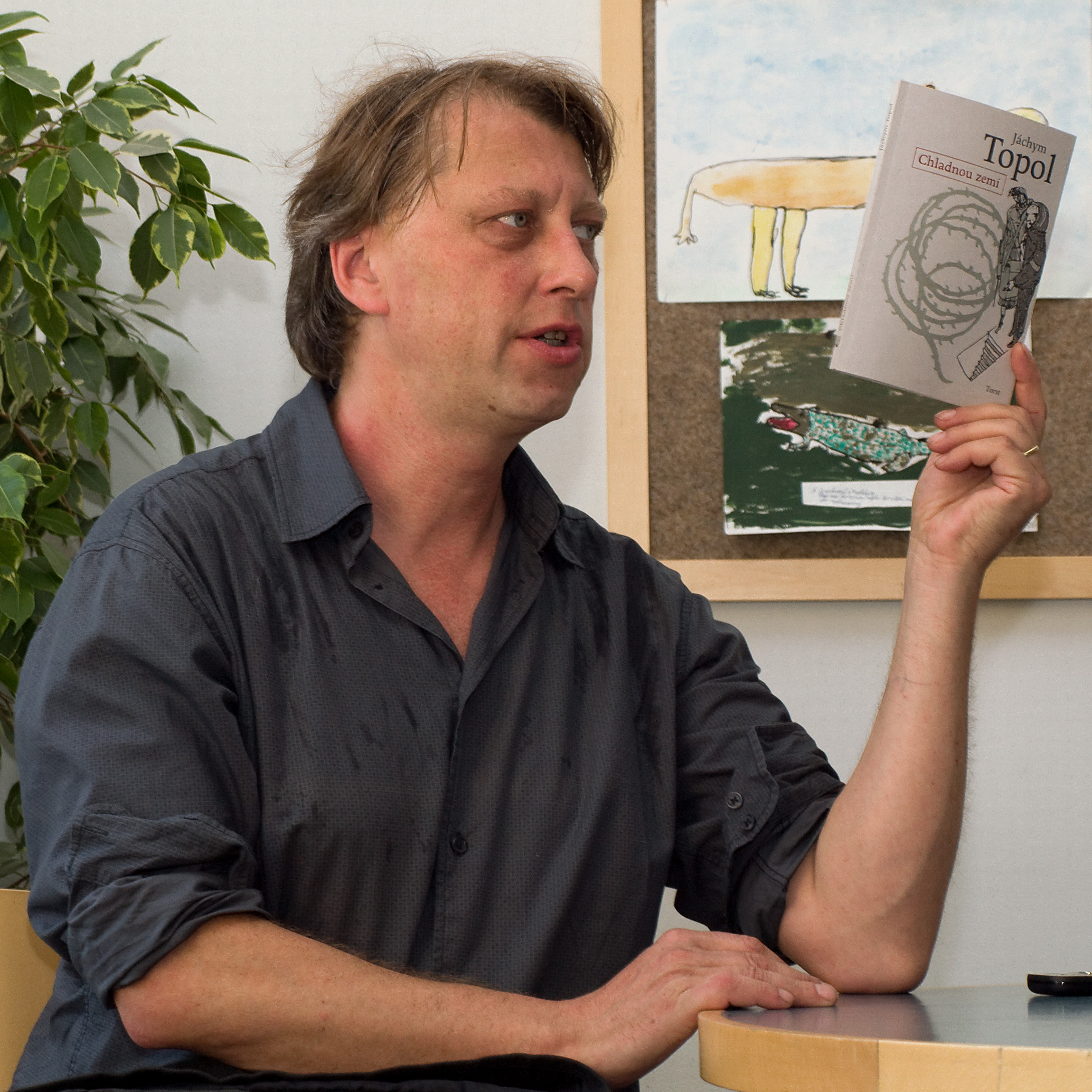
Jáchym Topol.

Jáchym Topol, född den 4 augusti 1962 i Prag, är en tjeckisk poet, författare, musikant och journalist.
Jáchym Topol tillhör de nutida författare som växte upp under det kommunistiska Tjeckoslovakien. Han tog studenten 1981 och fortsatte sedan att studera till socionom men avslutade aldrig studierna. Till en början hade han ett tungt arbete, fick bära kol, elda i ugn och liknande. Det tog hårt på honom och efter några år fick han sjukpension (1990) och började göra annat. På 1980-talet sjöng han i ett rockband tillsammans med sin bror Filip. Han skrev låtmaterial och senare jobbade han även med Monika Načeva (musiker). Det som Jáchym Topol gjorde då anser man idag tillhöra undergroundkulturen. 
Hans skrivtalang visade sig vara av stor användning och 1993 blev han chefredaktör för tidningen Revolver Revue. Han har också jobbat på tidningen Respekt från dess start 1990 till 2007. Från 2009 jobbar han på redaktionen för Lidové noviny.
Han bor i Prag med sin fru Barbara Topol-Mazáčova och två döttrar.

## Biografi
Jáchym Topol är känd för att skriva med informellt språk, eller om man vill ”talat språk”. Han skriver ofta om absurda händelser och vill med det visa att världen kan vara både spännande, rolig, sorglig, kärleksfull och grym. Kanske rentav på samma gång! Händelserna ligger ganska nära tillbaka i tiden och gör honom därmed till en samtida modern författare.
- 1994 – Výlet k nádražní hale (En utflykt till järnvägsstationen), Petrov, ISBN 80-85247-61-5
- 1994 – Sestra, Atlantis, ISBN 80-7108-086-1
- 1995 – Anděl, Hynek, ISBN 80-85906-20-1
- 1997 – Trnová dívka, Hynek, ISBN 80-85906-54-6
- 2000 – Nemůžu se zastavit, Portál, ISBN 80-7178-395-1
- 2001 – Noční práce (Nattarbete), Hynek-Torst, ISBN 80-7215-136-3
- 2005 – Kloktat dehet, Torst, ISBN 80-7215-255-6
- 2007 – Supermarket sovětských hrdinů, Torst, ISBN 978-80-7215-303-9
- 2009 – Chladnou zemí (Kallt land), Torst, ISBN 978-80-7215-365-7

### Utgivet på svenska
- 2002 – En utflykt till järnvägsstationen (Výlet k nádražní hale), Rámus förlag, ISBN 91-631-2268-5, översättning Hagar William Olsson
- 2008 – Det gyllene huvudet (Zlatá hlava), Rámus förlag, ISBN 978-91-977074-4-2, översättning Sophie Sköld
- 2008 – Nattarbete (Noční práce), Ersatz, ISBN 978-91-88858-57-3, översättning Tora Hedin
- 2009 – Kallt land (Chladnou zemí), Ersatz, ISBN 978-91-88858-95-5, översättning Tora Hedin